# Aristoteliodes
Aristoteliodes là một chi bướm đêm thuộc họ Gelechiidae.